# Henryk Józef Nowacki
Henryk Józef Nowacki (* 11. srpna 1946, Gunzenhausen) je polský římskokatolický arcibiskup. Zastával úřad apoštolského nuncia v několika zemích, od roku 2017 je ze zdravotních důvodů emeritován.

## Život
Henryk Józef se narodil polským rodičům v bavorském Gunzenhausenu v srpnu 1946. V roce 1970 byl v polském Tarnówě vysvěcen na kněze.
V roce 1993 byl jmenován prelátem Jeho Svatosti s právem používat titul monsignore. Začal pracovat pro vatikánský státní sekretarát. Zde se vypracoval od sekretáře, přes radu až po nuncia, kterým byl jmenován pro Slovensko 8. února 2001. Dne 19. března 2001 byl vysvěcen na biskupa papežem Janem Pavlem II. a bylo mu uděleno titulární arcibiskupství italské v Bleře. Ze Slovenska odešel v roce 2007, kdy byl přidělen jako nuncius pro Nikaraguu. Poté byl roku 2012 ustanoven jako nuncius pro Island a Švédsko. Na tomto postu zůstal a papež Benedikt XVI. mu přidal do působnosti ještě Finsko, Dánsko a Norsko. Na všechny úřady ze zdravotních důvodů rezignoval v roce 2017.